# LINE WEBTOON
NAVER WEBTOON（韓語：네이버 웹툰），國際版為LINE WEBTOON，是韓國Naver公司的全球大型行動漫畫平台，NAVER WEBTOON在全世界的用户数量快速成长，每年观看次数已超过5850亿次，作品包括流行時尚、愛情、劇情、搞笑、奇幻等各種內容，在亞洲和北美洲的漫畫市場也位居第一。